# Sudoeste (filme)
Sudoeste é um filme brasileiro produzido por Tropicalstorm Entertainment, Superfilmes e 3 Tabelas Filmes e distribuído pela Vitrine Filmes em 2011. Dirigido por Eduardo Nunes, e no roteiro conta com Guilherme Sarmient e também com Eduardo Nunes.

## Sinopse
Em uma cidade pacata e anônima, durante um dia apenas, Clarice (Simone Spoladore) vê sua vida se desenrolar de maneira circular, da morte ao nascimento, e depois à velhice mais uma vez. Ela observa as pessoas ao seu redor, que não envelhecem, e que não entendem sua existência. Esta mulher deve compreender a importância de temas fundamentais como a vida, a morte, a maternidade e a violência.

## Elenco
| Simone Spoladore    | Clarice         | Protagonista                         |
| Dira Paes           | Conceição       |                                      |
| Mariana Lima        | Luzia           |                                      |
| Raquel Bonfante     | Clarice (Jovem) | Protagonista (Participação Especial) |
| Julio Adrião        | Sebastião       |                                      |
| Victor Navega Motta |                 |                                      |
| Everaldo Pontes     | Malaquias       |                                      |
| Regina Bastos       | Clarice (Velha) |                                      |
| Simone Mazzer       |                 |                                      |
| Sergio Medeiros     |                 |                                      |
| Augusto Madeira     |                 |                                      |
| Léa Garcia          | Dona Iraci      | (Participação Especial)              |

## Curiosidades
- Orçado em 1 milhão de reais;[2]

- Estreia de Eduardo Nunes em longas metragens, ele também possui créditos no cinema como editor de som, diretor de produção e roteirista;[2]

- Nunes levou 10 anos para concluir o filme;
- Realizado com o apoio da Fundação Holandesa Hubert Bals;[2]

- A atriz Simone Spoladore é produtora executiva no filme; <[2]

- Leandra Leal, Ângela Leal, Othon Bastos e Leonardo Villar estiveram cotados para a produção;[2]

- Selecionado para o encerramento do Festival de Gramado 2011;[2]

- Selecionado para competição do festival de Tessaloniki, na Grécia, um dos mais importantes festivais para diretores jovens;[2]

- Exibido nos Festival de La Havana, Festival Internacional de Chicago, ambos em 2011;[2]

- Selecionado para a mostra competitiva no Festival de Roterdã 2012;[2]

## Críticas
Bruno Carmelo, do Adorocinema.com diz que é curioso que cheguem quase simultaneamente aos cinemas produções nacionais tão diferentes quanto Até que a Sorte nos Separe e Sudoeste. Enquanto o primeiro busca ser o mais fácil e transparente possível, o segundo procura o máximo de complexidade, de profundidade, e de "nobreza". Por nobreza, entenda os traços estéticos e narrativos que marcam os filmes de arte mais prestigiados e mais herméticos: preto e branco ao invés da cor, grãos imensos ao invés da película pouco sensível, contraste exagerado ao invés dos tons de cinza, história circular circular e fragmentada ao invés do arco narrativo convencional, silêncio ao invés de diálogos (os personagem murmuram monossílabos, e não respondem ás perguntas uns dos outros). O widscreen, escolha comum das grandes produções, é trocado por um formato ainda mais retangular, que implica a presença constante de faixas pretas horizontais na t ela, em cima e embaixo da imagem. Mesmo o título tem uma grafia diferente: o primeiro "e" de Sudoeste é escrito em itálico, ficando: Sudoeste. Ou seja, este filme não é como qualquer outro, e ele faz questão de afirmá-lo. Inspirado em tradições leste-europeias pouco comuns na cinematografia nacional (as escolas russas, húngaras, tchecas de Andrei Tarkvski, Bela Tarr e cia), o diretor Eduardo Nunes diverte-se ao montar seus enquadramentos nesta faixa retangular, com rostos espremidos pelos cantos, além de cabelos e cortinas voando pelos ares. Se Fritz Lang diia que o widescreen servia para filmar serpentes e funerais, o formato da tela de Sudoeste serve para as linhas contínuas e infinitas, como os leitos dos rios, as marcas de terra nas estradas e as carreiras de flores pelos campos. Aos poucos, uma tímida narrativa começa a se desenvolver, sobre a vida de Clarice. A sinopse delimita com clareza os conflitos da personagem, mas talvez não seja tão fácil de identificar esta premissa no próprio filme. Parece que o interesse do diretor não se encontra no desenvolvimento dos personagens (vide as diversas figuras femininas, superficiais), mas na construção de uma atmosfera contemplativa, lenta, bela que pretende usar o tempo do filme para refletir sobre o tempo de vida da personagem. A história acaba sendo sufocada pela estética barroca e ostensiva - esta sim, a verdadeira personagem de Sudoeste. A miséria bela e etérea, o sertão anônimo e fetichizado, desconectado da realidade, tem sido o palco de predileção dos filmes autorais feitos por novos diretores brasileiros, como já vimos recentemente em Mãe e Filha, de Petrus Cariry. O consgrado das inovações do Cinema Novo. Mas aquele cinema político cedeu espaço a um prazer da construção da imagem que faz do enquadramento o nascimento e a morte de uma ideia.
No fim, funciona melhor como álbum de retratos, como coleção de fotos paradas. As imagens são belas, mas a beleza representa justamente o limite da proposta, a fronteira deste mundo comprimido em tons e formatos muito precisos. Eduardo Nunes tem ambição e gosto pela composição de imagens; Vamos esperar que nos próximos filmes o cineasta faça suas escolhas de direção pensando na melhor maneira de contar sua história, e não nas apenas possibilidades de deslumbramento visual que o cinema lhe apresenta.